# Komorowski (Adelsgeschlecht)

Wappen Korczak

Komorowski ist der Name einer polnisch-litauischen Adelsfamilie, zu der u. a. Graf Tadeusz Komorowski, Führer des Warschauer Aufstandes und von 1947 bis 1949 Ministerpräsident der polnischen Exilregierung, sowie der ehemalige polnische Staatspräsident Bronisław Komorowski gehören. 

## Geschichte
Die Familie hatte über zweihundert Jahre lang ihren Hauptsitz in der Region des heutigen Powiats Żywiecki, die ab 1804 zum Königreich Galizien und Lodomerien des habsburgischen Kaiserreichs gehörte. Neben den Grafen Komorowski des Wappens Korczak (legitimiert 1782) gab es auch die Grafen Komorowski des Wappens Ciołek (legitimiert 1823).

## Mitglieder
- Anna Maria Komorowska (* 1946), Mutter von Mathilde d’Udekem d’Acoz
- Alexis von Komorowski (* 1970), Hauptgeschäftsführer des Landkreistag Baden-Württemberg
- Bronisław Komorowski (* 1952), polnischer Staatspräsident 2010–2015
- Maja Komorowska (* 1937), Schauspielerin
- Tadeusz Komorowski (1895–1966), Führer des Warschauer Aufstandes 1944
- Zygmunt Komorowski (1925–1992), Soziologe, Anthropologe und Afrikawissenschaftler